# Рингфурт
Рингфурт (нем. Ringfurth) — деревня в Германии, в земле Саксония-Анхальт. Входит в состав города Тангерхютте района Штендаль.

## История

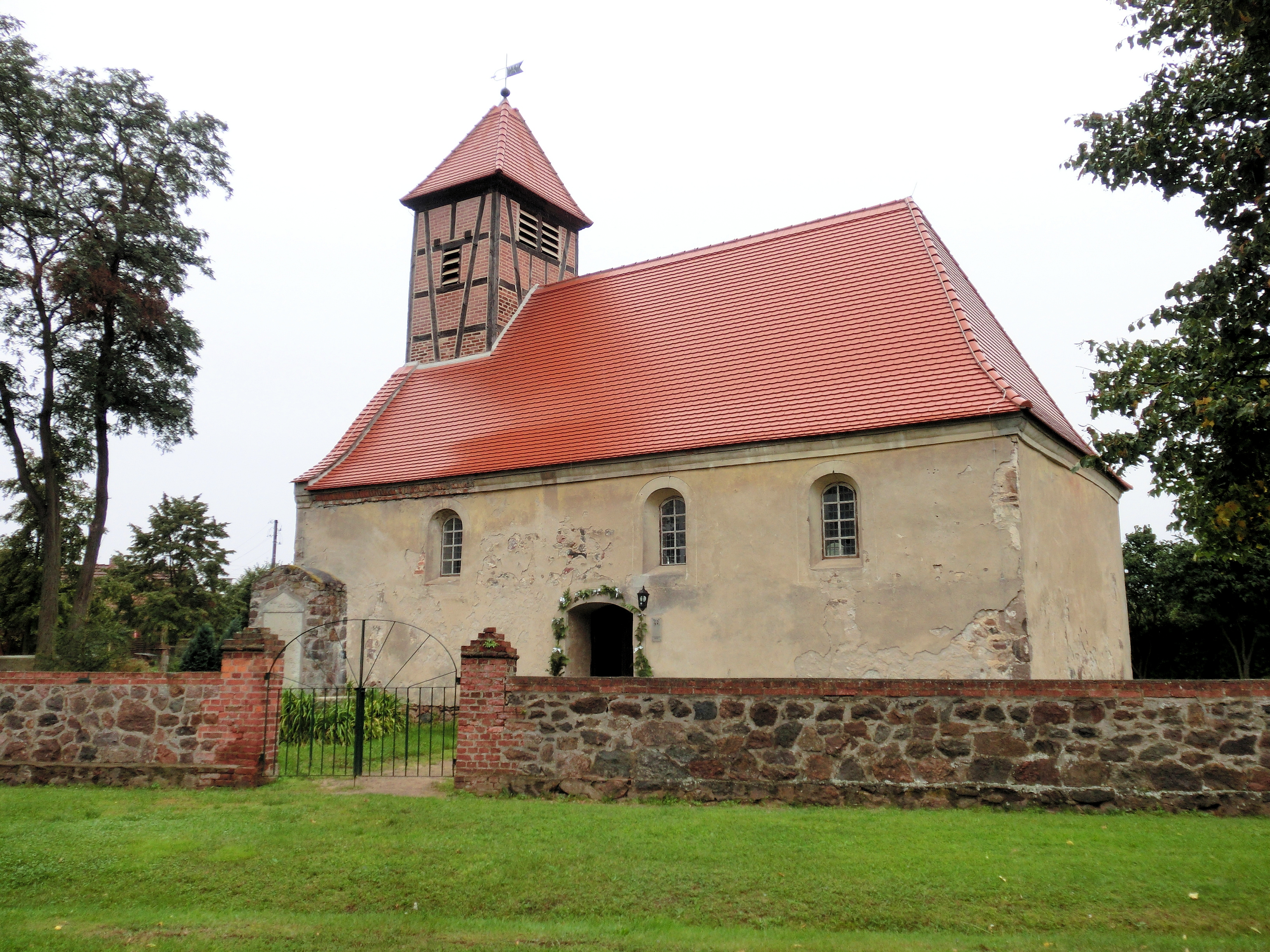
Церковь

Впервые упоминается в 973 году как Ринхурст. В XVI веке была построена церковь.
В XX веке Рингфурт имела статус общины (коммуны). Подчинялась управлению Тангерхютте-Ланд. Население составляло 325 человек (на 31 декабря 2006 года). Занимала площадь 14,55 км². 31 мая 2010 года община Рингфурт вошла в состав города Тангерхютте. Последним бургомистром общины был Ханс-Петер Гюрнт.